# Felix Salten
Pour les articles homonymes, voir Salzmann.
Œuvres principales
- Josefine Mutzenbacher (1906)
- Bambi le chevreuil (1923)
- Le Monde des bêtes (1930)

Compléments
- marié en 1902 à l'actrice Ottilie Metzel (1868-1942)
- deux enfants : Paul Salten (1903–1937, cinéaste) et Anna-Katharina (1904-1977, actrice et traductrice), mariée à Veit Wyler (de) (1908-2002)

Felix Salten, de son vrai nom Siegmund Salzmann, né le 6 septembre 1869 à Pest (faisant partie de l'actuel Budapest) et mort à Zurich le 8 octobre 1945, est un auteur autrichien de culture hongroise, journaliste, dramaturge, scénariste et romancier. Il est le père littéraire de Bambi, personnage mondialement célèbre.

## Biographie

### Jeunesse
Fils d'un ingénieur juif hongrois, Siegmund Salzmann naît le 6 septembre 1869 à Budapest. Quand il a quatre semaines, sa famille s'établit à Vienne. Jusqu'en 1890 environ, on n'a sur sa biographie que de rares indications. Sa famille habite d'abord le quartier bourgeois d'Alsergrund, puis plus tard celui de Währing. À 16 ans, Siegmund quitte le lycée sans diplôme et travaille dans une compagnie d'assurance. Les raisons de la gêne financière de sa famille ne sont pas tout à fait claires. Plus tard, Salten décrivit son père comme un Juif assimilé et rêveur.

### Premiers écrits et la Jeune Vienne
Sa première publication attestée est un poème du 15 janvier 1889 dans la revue littéraire An der schönen blauen Donau (Le Beau Danube bleu).
En 1890, au Café Griensteidl, il fit la connaissance des représentants de la Jeune Vienne et lia amitié avec Arthur Schnitzler, Hugo von Hofmannsthal, Richard Beer-Hofmann, Hermann Bahr et Karl Kraus. Contrairement à ces auteurs, il était le premier à ne pas être issu de la grande bourgeoisie et devait vivre de ses travaux d'écriture. Ses premiers romans datant de cette époque décrivent la grande ville, son terrain d'expérience. À l'intérieur de la Jeune Vienne, il serait plutôt à classer dans la fraction impressionniste. Les premières différences avec ses amis se marquèrent dès 1893, c'est ainsi que Hofmannsthal et Schnitzler le critiquaient pour ses imprécisions. Cela ne l'empêchait pas d'entreprendre avec Schnitzler de vastes tours à bicyclette, et leurs vies amoureuses se croisaient. C'est ainsi que Salten se mit à courtiser Adele Sandrock pour donner l'occasion à Schnitzler de terminer sa relation avec elle.
Celle que Salten aimait à cette époque était Lotte Glas qui a servi de modèle pour le personnage de Therese Golowski dans Der Weg ins Freie de Schnitzler. Il avait fait sa connaissance en 1894 grâce à Karl Kraus. En 1895 elle mit au monde une fille qui fut - comme il était habituel à l'époque – placée en nourrice en Basse-Autriche. À cette époque il en vint à se quereller avec Kraus qui avait d'ailleurs commencé avec ses attaques sur le plan littéraire contre Salten et ses amis. Peu après le bébé mourut et Salten mit fin à sa relation avec Lotte Glas. Le 14 décembre 1896 eut lieu un scandale public : Salten donna une gifle à Kraus après que ce dernier eut fait publiquement état de la liaison de Salten avec Ottilie Metzel.

### Le journalisme
En automne 1894, Salten était devenu rédacteur à la Wiener Allgemeinen Zeitung, où il était critique théâtral. Cette fonction lui permettait d'encourager ses amis grâce à ses articles, et particulièrement Schnitzler. En 1898 il fit la connaissance de l'archiduc Léopold-Ferdinand de Habsbourg-Toscane, ce qui lui donna l'occasion de jeter un coup d'œil sur l'étrange vie des Habsbourg, à la cour et dans leur famille.
En 1902 Salten passa au journal Die Zeit. Ses rapports sur les scandales de cour le faisaient désormais connaître bien au-delà de Vienne. Il donna des informations entre autres sur le départ de la cour de l'archiduc Léopold pour une affaire de prostituée ; sur la liaison supposée de Louise, la sœur de Léopold, avec André Giron, précepteur de ses enfants. En outre, il apporta aussi son aide à Louise de Belgique lorsqu'elle s'enfuit à Paris. Tout cela, ainsi que l'ouvrage qu'on lui attribue, Josefine Mutzenbacher, est considéré comme « un plaidoyer en faveur du caractère naturel de l'envie et du désir ».
En 1903-1905, sous le pseudonyme « Sascha », Salten publia dans la Zeit une série de portraits des têtes couronnées d'Europe. Voici comment il décrivait l'empereur d'Allemagne Guillaume II : « L'histoire lui accordera sûrement quelque chose, et les rouspéteurs qui viendront plus tard n'y pourront rien changer : c'est que sous son gouvernement les moustaches ont opéré un magnifique redressement. » Salten n'en restait pas moins sceptique en face de la démocratie moderne où dominaient les masses. Ce qui l'y poussait surtout, c'étaient les chrétiens sociaux conduits par Karl Lueger et leur antisémitisme politique.
Ses articles à la Zeit valurent à Salten d'être compté parmi les meilleurs journalistes de son temps. En 1902 il se maria avec l'actrice du Burgtheater Ottilie Metzel ; les témoins étaient Arthur Schnitzler et Siegfried Trebitsch. En 1903 vint au monde son fils Paul, et en 1904 sa fille Anna Catherine. Désormais, le sujet du mariage prit une place importante dans ses romans et dans ses pièces de théâtre, par exemple dans Künstlerfrauen.

### Théâtre et cinéma
Dès 1901, Salten avait fondé le Jung-Wiener Theater Zum lieben Augustin, le théâtre de la Jeune Vienne, à l'imitation du cabaret Überbrettl d'Ernst von Wolzogen. Il voulait produire des images d'un goût moderne en combinant musique, poésie, danse et utilisation artistique de l'espace. Malheureusement la première manifestation qui eut lieu le 16 novembre 1901 au Theater an der Wien ne fut pas un succès et, après la dernière représentation du 23 novembre, la tentative se solda par une perte de 6 000 couronnes. Ce n'est qu'en 1906 que devait avoir lieu à Vienne la tentative suivante avec la création du cabaret Nachtlicht.
Malgré des dettes élevées (600 000 couronnes à son mariage), Salten menait un train de vie coûteux. C'est ainsi qu'en 1904 il entreprit un voyage en Égypte et qu'il prenait régulièrement des vacances à la mer Baltique et à Venise, et en 1909, il loua une villa dans le quartier de Vienne nommé Cottage.
En 1906, Salten alla à Ullstein comme rédacteur en chef du B.Z. am Mittag et du Berliner Morgenpost. Dans cette activité, son coup de maître fut d'improviser des reportages sur le tremblement de terre de 1906 à San Francisco, qui, bien que rédigés à Berlin, étaient extrêmement proches de la réalité. Pourtant, au bout de quelques mois, il revint à Vienne, car le climat politique et social à Berlin ne lui convenait pas. Il travailla désormais de nouveau pour la Zeit.
Dans l'espoir d'un succès financier, il rédigea en 1909 le livret pour l'opérette Reiche Mädchen sur une musique de Johann Strauss (fils). Ni ce livret ni les deux suivants ne lui apportèrent le succès escompté. À partir de 1913, il écrivit aussi des scénarios pour le cinéma. Le 16 octobre 1913 eut lieu à Berlin la première de son premier film Der Shylock von Krakau. Jusqu'en 1918, Salten fut très actif en cinématographie et participa à au moins onze films.
En 1899, il écrivit la pièce de théâtre Der Gemeine (Le Simple Soldat) qui ne put être jouée en Autriche qu'en 1919 à cause de ses positions antimilitaristes. En 1935 elle a servi à Werner Hochbaum pour présenter Vorstadtvarieté, l'un des films qui exposaient le mieux les critiques envers l'époque.
Admirateur de Theodor Herzl, il écrivit en 1899-1900 certains articles pour la revue de ce dernier, Die Welt. Son intérêt croissant l'amena à faire en 1909 un voyage en Galicie et en Bucovine.
Dans la décennie qui précéda 1914, Salten était quelqu'un « de très demandé, de célèbre et de monstrueusement productif. ». En 1912 il passa au Fremdenblatt. En outre il travaillait aussi pour le Pester Lloyd (à partir de 1910), pour le Berliner Tageblatt et à partir de 1913 également pour la Neue Freie Presse.

### Pendant et entre les guerres
Le commencement de la Première Guerre mondiale enthousiasma Felix Salten. C'est de lui que vint le mot d'ordre de la Neue Freie Presse : « Cela doit être ! ». Dans ce journal, il rédige l'article annonçant l'entrée en guerre de l'Empire austro-hongrois. Pendant la guerre, il fut le responsable du Fremdenblatt, le journal du ministère des Affaires étrangères. Son rôle était d'agir positivement sur les pays étrangers neutres. Dans la Neue Freie Presse et le Berliner Tageblatt il publiait au contraire ses mouvements d'humeur patriotiques et polémiquait contre la culture et la littérature d'Europe occidentale. La désillusion suivit bientôt. En 1917, il décrivit la guerre comme une « catastrophe ».
Après la guerre, il oscilla « entre une position conservatrice avec des hésitations tactiques et une attitude combative avec une grande sympathie pour les mouvements politiques radicaux ». Vers 1923 il publia l’éloge de Karl Marx, de Victor Adler et de Léon Trotsky ; en 1927 il appela à voter social-démocrate. Ce qui ne l'empêchait pas de flirter avec les milieux catholiques et conservateurs. Il ne savait pas s'il devait se retirer dans la culture de salon ou choisir l'engagement public.
En 1923, il est envoyé spécial comme journaliste au XIIIe congrès sioniste de Carlsbad (Tchécoslovaquie).
Felix Salten rencontre Sigmund Freud en 1926 au sanatorium Cottage. Ils ont un échange de correspondance à propos de l'article écrit par Felix Salten sur Karl Lueger, maire de Vienne, un antisémite notoire, que l'écrivain dénonçait violemment.
Felix Salten est président du PEN club autrichien de 1925 à 1933, succédant à Arthur Schnitzler. Il démissionna lors de l'assemblée générale du 27 juin 1933. Sa vie devient périlleuse en tant que Juif. Adolf Hitler interdit ses livres en 1936. En 1938, l'Autriche est annexée à l'Allemagne (Anschluss). Il s'exile à Zurich et y fait la connaissance de Thomas Mann, grand admirateur de son œuvre. Il y écrit également la suite de Bambi : Bambi : Les Enfants de Bambi. Salten vécut à Zurich jusqu'à sa mort le 8 octobre 1945. Il est enterré à l'Israelitischer Friedhof Unterer Friesenberg à Zurich.

## Son œuvre

### L'œuvre animalière de Salten
Lors d'un voyage dans les Alpes, charmé par la nature environnante, Felix Salten imagina l'histoire d'un faon (de chevreuil) baptisé « Bambi », d'après le mot italien bambino, qui signifie à la fois « bébé » et « enfant ». Son roman Bambi, l'histoire d'une vie dans les bois (Bambi, Eine Lebensgeschichte aus dem Walde) fit la célébrité de Felix Salten à sa sortie en 1923. Cette œuvre a été traduite en anglais dès 1928 et adaptée en film d'animation en 1942 par les studio Disney sous le nom Bambi.
Après le succès de Bambi, son éditeur zurichois Albert Müller ne voulut plus de lui que des romans animaliers : Le Chien de Florence (Der Hund von Florenz, 1923), Hops le lièvre (Fünfzehn Hasen, 1929), Le Monde des bêtes (Gute Gesellschaft, Begebenheiten mit Tieren, 1930). Pour son éditeur francophone, Delachaux et Niestlé : « Salten comprend admirablement les animaux et exprime avec une singulière vérité leurs sentiments en empruntant leur langage. Ses livres, uniques en leur genre, se sont acquis une notoriété mondiale par la fidélité à la nature et la justesse de l’observation. »
En 1931, Felix Salten publie Bêtes captives (Freunde aus aller Welt). Il y raconte la vie d'animaux en captivité dans un zoo. Une petite souris sert d'agent de liaison entre les singes, la girafe, la panthère et le lion. Le livre fut réédité en 1944, à l'heure de la Shoah en Europe ; le dernier chapitre de ce livre, intitulé Un chœur dans la nuit, ne laisse aucun doute sur la perception aigüe qu'avait Felix Salten des évènements qui frappaient alors les Juifs d'Europe.
Bambi, l'histoire d'une vie dans les bois est une œuvre interdite en Allemagne nazie en 1936, parce que considérée comme « allégorie politique sur le traitement des Juifs en Europe » De nombreux exemplaires en ont été brûlés, ce qui rend les premières éditions originales très difficiles à trouver.
En 1939, alors qu'il vit en exil en Suisse, Felix Salten écrit et publie une suite de son premier roman animalier Les Enfants de Bambi, une famille dans la forêt (Bambis Kinder, Eine Familie im Walde). Le roman suit la naissance et la vie de Geno et Gurri, les enfants jumeaux de Bambi et sa compagne Faline. Les jeunes faons évoluent avec les autres cerfs, et sont instruits et surveillés par Bambi à mesure qu'ils grandissent. Salten exilé, la traduction anglaise du roman est publiée aux États-Unis en 1939 par Bobbs-Merrill avant l'édition allemande.
Dans Hops le lièvre, on suit les aventures d'un petit lièvre qui affronte la faim, le froid, les renards et les chasseurs. Avec Perri, l'écureuil, on découvre la vie d'un petit écureuil et les mœurs particulières des animaux de la forêt : lièvres, hiboux, cerfs, coucous... Dans Renni, chien de guerre, Salten raconte le dressage d'un chien qui, à force de patience et de persévérance, s'initie à son dur métier de chien sanitaire, sauveteur héroïque. Dans Florian, le cheval de l'empereur, l'auteur évoque le dressage du demi-sang de l'Empereur à la cour d'Autriche.

### Une source d'inspiration pour Walt Disney

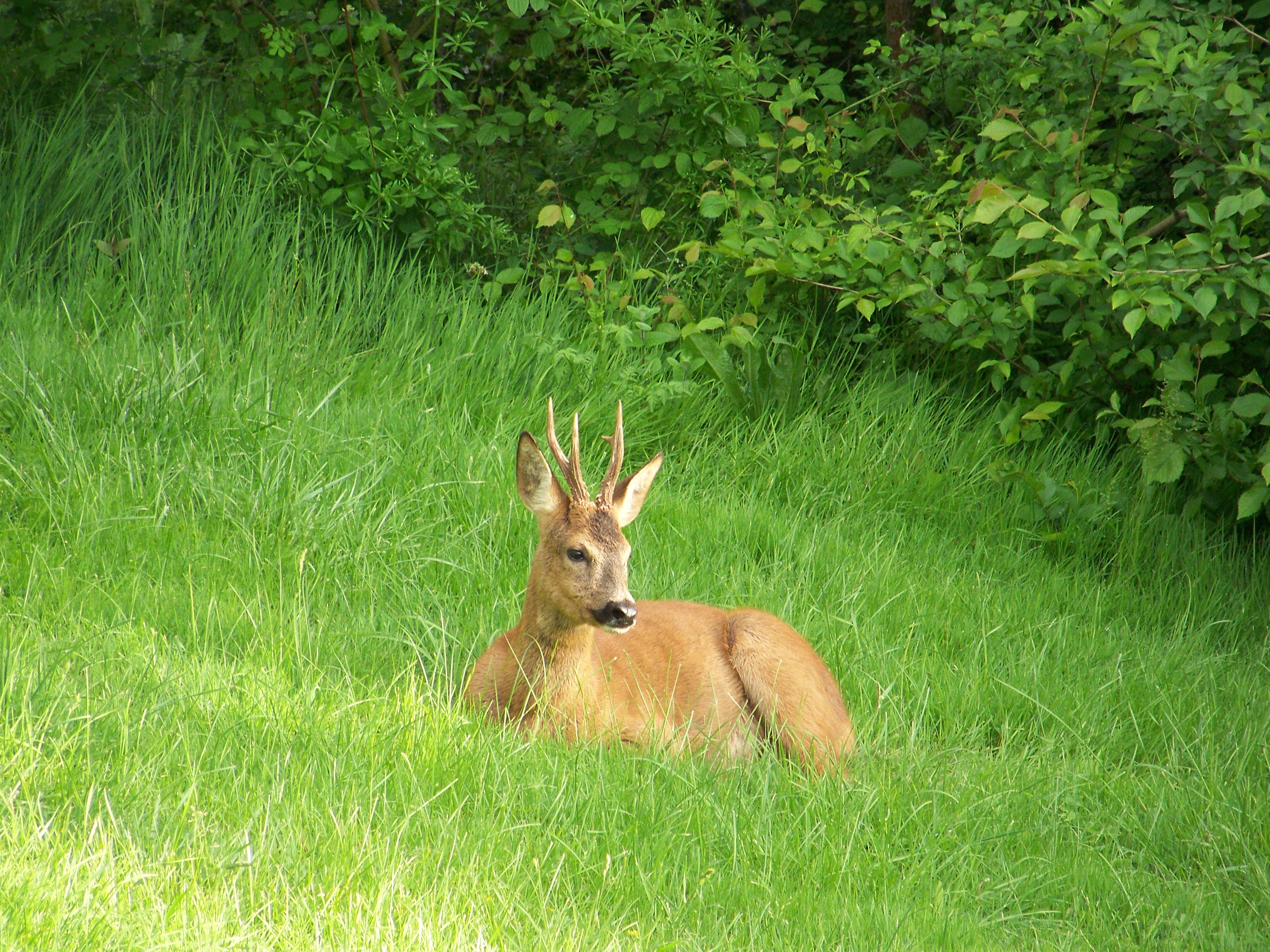
Un chevreuil.

Son roman Bambi, l'histoire d'une vie dans les bois (Bambi, Eine Lebensgeschichte aus dem Walde) écrit en 1923, traduit en anglais dès 1928 est adapté en film d'animation en 1942 par les studio Disney sous le nom Bambi. Salten avait cédé les droits de Bambi au réalisateur Sidney Franklin pour 1 000 $ US. Walt Disney mit plusieurs années à négocier le rachat de ces droits et à adapter le roman initial en une version filmique au dialogue concis (800 mots seulement).
Une scène dépeint les agissements des chasseurs sous un jour noir ; ils se firent entendre à la sortie du film : l'Association des chasseurs américains voulait que les projections de Bambi soient précédées d'un avant-propos réhabilitant l'image des chasseurs, mais Walt Disney et les projectionnistes s'y opposèrent.
Salten publiera deux autres romans animaliers adaptés par Disney : d'abord Perri l'écureuil (Die Jugend des Eichhörnchens Perri, 1938), adapté sous le titre de The Story of Perri (Les Aventures de Perri) en 1957 et, enfin, Le Chien de Florence (Der Hund von Florenz, 1923) sous le titre The Shaggy Dog (Quelle vie de chien !) en 1959. Ce dernier film a fait l'objet d'une suite nommée Un candidat au poil (The Shaggy D.A., 1976) et deux remakes en téléfilms en 1988 et 1989 avec en vedette Harry Anderson (en). Dernier remake en date au cinéma, Raymond (2006).
La suite imaginée par Salten à son roman de 1923, intitulée Les Enfants de Bambi : une famille dans la forêt (Bambis Kinder, Eine Familie im Walde), ne servit pas aux Studios Disney pour faire leur Bambi 2, sorti en 2006.

### Œuvre de Felix Salten
| Année de publ. | Œuvre (titre original)                                                                    | Titre anglais                                           | Titre français                                                                | Première éd. en français | Note |
| -------------- | ----------------------------------------------------------------------------------------- | ------------------------------------------------------- | ----------------------------------------------------------------------------- | --- | --- |
| 1899           | Der Gemeine (pièce de théâtre)                                                            |                                                         |                                                                               | | |
| 1900           | Die Pflege der kunst in Oesterreich, 1848-1898                                            |                                                         |                                                                               | | |
| 1905           | Wiener adel                                                                               |                                                         |                                                                               | | |
| 1905           | Der Schrei der Liebe (nouvelle)                                                           |                                                         |                                                                               | | |
| 1906           | Josefine Mutzenbacher oder die Geschichte einer Wienerischen Dirne von ihr selbst erzählt | The Memoirs of Josephine Mutzenbacher                   | Josefine Mutzenbacher : histoire d'une fille de Vienne racontée par elle-même | Trad. Jean Launay. Paris : Mercure de France, 1979, 281 p.                                                                       | Roman érotique attribué à Felix Salten                                                                                       |
| 1907           | Herr Wenzel auf Rehberg und sein Knecht Kaspar Dinckel                                    |                                                         |                                                                               | | |
| 1908           | Vom andern Ufer : drei Einakter                                                           |                                                         |                                                                               | | |
| 1909           | Das österreichische antlitz                                                               |                                                         |                                                                               | | |
| 1910           | Olga Frohgemuth. Erzählung                                                                |                                                         |                                                                               | | |
| 1911           | Die Wege des Herrn : Novellen                                                             |                                                         |                                                                               | | |
| 1911           | Das Schicksal der Agathe, Novellen                                                        |                                                         |                                                                               | | |
| 1911           | Der Wurstelprater                                                                         |                                                         |                                                                               | | |
| 1913           | Gestalten und Erscheinungen                                                               |                                                         |                                                                               | | |
| 1913           | Kaiser Max der letzte Ritter                                                              |                                                         |                                                                               | | |
| 1915           | Prinz Eugen, der edle ritter                                                              |                                                         |                                                                               | | |
| 1915           | Die klingende Schelle. Roman                                                              |                                                         |                                                                               | | |
| 1920           | Die Dame in Spiegel                                                                       |                                                         |                                                                               | | |
| 1922           | Das Burgtheater                                                                           |                                                         |                                                                               | | |
| 1923           | Der Hund von Florenz                                                                      | The Hound of Florence                                   | Le Chien de Florence                                                          | Trad. Muller-Straus, Éd. de la Paix, 1952, 253 p.                                                                                | Quelle vie de chien ! (The Shaggy Dog), film des Walt Disney Productions réalisé en 1959 par Charles Barton.                 |
| 1923           | Bambi. Eine Lebensgeschichte aus dem Walde                                                | Bambi, A Life in the Woods                              | Bambi le chevreuil (Une vie dans les bois)                                    | Trad. Henri Bloch. Les Œuvres libres no 86. Paris : Artheme Fayard, octobre 1928. Rééd. Stock, 1929. (Collection Maïa)           | Adapté en film d'animation en 1942 par les studio Disney sous le nom Bambi.                                                  |
| 1924           | Geister der Zeit; Erlebnisse                                                              |                                                         |                                                                               | | |
| 1925           | Neue Menschen auf alter Erde. Eine Palästinafahrt                                         |                                                         |                                                                               | | |
| 1926           | Die Kleine Veronika, Novelle                                                              |                                                         |                                                                               | | |
| 1927           | Martin Overbeck. Der Roman eines reichen jungen Mannes                                    |                                                         |                                                                               | | |
| 1928           | Der schrei der liebe; novellen                                                            |                                                         |                                                                               | | |
| 1929           | Die Geliebte des Kaisers, Novellen                                                        |                                                         |                                                                               | | |
| 1929           | Fünfzehn Hasen. Schicksale in Wald und Feld                                               | Fifteen Rabbits : a celebration of life                 | Hops le lièvre                                                                | Trad. Monique Yersin ; dessins à la plume de Hans Bertle. Neuchâtel ; Paris : Delachaux & Niestlé, 1946, 173 p.                  | Unique édition française |
| 1931           | Freunde aus aller Welt. Roman eines zoologischen Gartens                                  | The City Jungle                                         | Bêtes captives                                                                | Trad. Monique Yersin ; dessins à la plume Philippe Arlen. Neuchâtel ; Paris : Delachaux & Niestlé, 1946, 172 p.                  | Unique édition française |
| 1930           | Gute Gesellschaft, Begebenheiten mit Tieren                                               | Good Comrades                                           | Le Monde des bêtes                                                            | Trad. Mme Constant Bourquin ; 14 dessins à la plume de W. E. Baer. Neuchâtel, Paris : Delachaux et Niestlé, 1948, 175 p.         | Unique édition française |
| 1931           | Fünf Minuten Amerika                                                                      |                                                         |                                                                               | | |
| 1932           | Mizzi. [Und 22 andere] Novellen                                                           |                                                         |                                                                               | | |
| 1933           | Florian. Das Pferd des Kaisers. Roman                                                     | Florian the emperor's stallion / Florian the Lipizzaner | Florian, le cheval de l’empereur                                              | Trad. Monique Yersin ; 106 dessins à la plume de Philippe Arlen. Neuchâtel ; Paris : Delachaux & Niestlé, 1946, 170 p.           | Unique édition française |
| 1935           | Kleine Brüder : Tiergeschichten                                                           |                                                         |                                                                               | | |
| 1938           | Die Jugend des Eichhörnchens Perri                                                        | Perri, The youth of a squirrel                          | Perri l’écureuil                                                              | Trad. Jacqueline des Gouttes ; dessins à la plume de Jean Bertle. Neuchâtel ; Paris : Delachaux & Niestlé, [1943], 182 p.        | Adapté en docu-fiction sous le titre Les Aventures de Perri (The Story of Perri) en 1957 par Paul Kenworthy et Ralph Wright. |
| 1939           | Bambis Kinder : Eine Familie im Walde                                                     | Bambi's Children                                        | Les Enfants de Bambi, une famille dans la forêt                               | Trad. Monique Naves-Yersin ; dessins à la plume de Jean Bertle. Neuchâtel ; Paris : Delachaux & Niestlé, 1946, 235 p.            | D'abord publié en traduction anglaise avec des illustrations d'Erna Pinner                                                   |
| 1941           | Renni der Retter : Das Leben eines Kriegshundes                                           | Renni the rescuer, A dog of the battlefield             | Renni, chien de guerre                                                        | Trad. Monique Yersin ; 18 dessins à la plume de Philippe Arlen. Neuchâtel ; Paris : Delachaux & Niestlé, [1943], 226 p.          | Unique édition française. D'abord publié en traduction anglaise                                                              |
| 1944           | Kleine Welt für sich. Eine Geschichte von freien und dienenden Geschöpfen                 | A Forest World / Little World Apart                     | Tambo et ses amis                                                             | Trad. Gabriel Junod ; 41 dessins à la plume de Otto Betschmann. Neuchâtel ; Paris : Delachaux & Niestlé, 1946, 187 p.            | Unique édition française |
| 1945           | Djibi, das Kätzchen                                                                       | Djibi, the Little Cat / Jibby, the cat                  | Djibi, le petit chat                                                          | Trad. Jacqueline des Gouttes ; 20 dessins à la plume de Walter Linsenmaier. Neuchâtel, Paris : Delachaux & Niestlé, 1946, 167 p. | Unique édition française |

A été également traduit en français
- Ressuscité, un acte inédit / trad. H. L. Bloch. (S. l.), 1926, 4 ff. Extrait de Candide, 28 novembre 1926.
- La Mère de la cantatrice, Oreste, nouvelles inédites / trad. Hélène Chaudoir. (S. l.), 1928. 4 ff. Extrait de Candide, 30 décembre 1933, 24 septembre 1928.

### Œuvres dérivées, adaptations
- Bambi / d'après l'œuvre de Félix Salten. Paris : O.D.E.G.E., 1969, [30] p.
- L'Album de Bambi / mis en vers par U. von Wiese. Adaptation de Jacq. des Gouttes. Dessins à la plume de Jean Bertle. Neuchâtel, Paris : Delachaux et Niestlé, 1946, 46 p.
- Le Roman d'un comédien : roman, par Francis F. Rouanet. Film de Karl Grüne, scénario de Félix Salten. Paris : Mon Ciné, 1927, 48 p. (Les Grands films. - Les Grands films, no 54).

## Filmographie
Sauf indication contraire, les informations mentionnées dans cette section peuvent être confirmées par la base de données cinématographiques IMDb,  présente dans la section « Liens externes ».

### Comme scénariste
- 1913 : Der Shylock von Krakau de Carl Wilhelm
- 1914 : Urteil des Arztes de Max Mack
- 1915 : Der Schuß im Traum de Max Mack
- 1916 : Der Glücksschneider de Hans Otto
- 1924 : Das verbotene Land de Friedrich Fehér
- 1924 : Moderne Ehen de Hans Otto
- 1925 : Komödianten de Karl Grune
- 1931 : Tempête dans un verre d'eau (en)   (Die Blumenfrau von Lindenau) de Georg Jacoby - dialogues
- 1932 : Un peu d'amour de Hans Steinhoff
- 1932 : Scampolo, ein Kind der Straße de Hans Steinhoff
- 1933 : The Only Girl de Friedrich Hollaender
- 1933 : Liebelei de Max Ophüls - participation non créditée à l'adaptation de la pièce éponyme d'Arthur Schnitzler

### Adaptations de son œuvre
- 1942 : Bambi (Bambi), film américain de David D. Hand, scénario de Perce Pearce et Larry Morey
- 1957 : Les Aventures de Perri (Perri), film américain de Paul Kenworthy et Ralph Wright, scénario de Ralph Wright et Winston Hibler
- 1959 : Quelle vie de chien ! ou Jeremie, chien et espion (The Shaggy Dog), film américain de Charles Barton, scénario de Bill Walsh et Lillie Hayward
- 1971 : L'Entrejambe (Josefine Mutzenbacher), film autrichien de Kurt Nachmann
- 1976 : Insatiable Joséphine (Josefine Mutzenbacher - Wie sie wirklich war: 1. Teil, film allemand de Hans Billian, scénario de Hans Billian, d'après Josefine Mutzenbacher
- 1976 : Les Désirs inavouables de Joséphine ou Vicieuse, experte, sensuelle (Josefine Mutzenbacher - Wie sie wirklich war: 2. Teil), film allemand de Gunter Otto, scénario de Friedrich G. Marcus - suite du précédent
- 1976 : Un candidat au poil (The Shaggy D.A.), film américain de Robert Stevenson, scénario de Don Tait
- 1994 : Un chien peut en cacher un autre (The Shaggy Dog), téléfilm américain de Dennis Dugan, scénario de Bill Walsh, Lillie Hayward et Tim Doyle
- 2006 : Bambi 2 - Le Prince de la forêt (Bambi 2 : Bambi and the Prince of the Forest), film américain de Brian Pimental, scénario de Brian Pimental, Jeanne Rosenberg, Alicia Kirk, Nick Thiel et Roger S.H. Schulman
- 2006 : Raymond (The Shaggy Dog), film américain de Brian Robbins, scénario de Jack Amiel, Cormac Wibberley, Marianne Wibberley, Michael Begler et Geoff Rodkey d'après le roman de Felix Salten Der Hund von Florenz et remake du film de 1959 Quelle vie de chien !
- 2024 : Bambi, l'histoire d'une vie dans les bois, film français de Michel Fessler, scénario de  Michel Fessler, Tristan L'Hermite et Laurence Buchmann